# واين بوند
واين بوند (بالإنجليزية: Wayne Bond)‏ هو لاعب دوري الرغبي أسترالي، ولد في 31 يوليو 1986.